# Mads Frøkjær-Jensen
Mads Frøkjær-Jensen, né le 29 juillet 1999 à Hvidovre au Danemark, est un footballeur danois qui évolue au poste de milieu central ou d'ailier gauche à Preston North End.

## Biographie

### Odense BK
Après être passé par le Greve Fodbold, Mads Frøkjær-Jensen est formé par l'Odense BK qu'il rejoint en 2014. Le 19 décembre 2017 il signe son premier contrat professionnel avec l'Odense BK, d'une durée de trois ans. C'est avec ce club qu'il fait ses débuts en professionnels, le 6 septembre 2018, en entrant en jeu à la place de Nicklas Helenius contre l'AB Copenhague, lors d'une rencontre de coupe du Danemark remportée par son équipe sur le score de quatre buts à zéro. Il fait sa première apparition en Superligaen le 14 avril 2019 contre le FC Midtjylland. Ce jour-là il entre en jeu à la place de Janus Drachmann et son équipe s'incline sur le score de deux buts à zéro.
Le 6 octobre 2019 il inscrit son premier but en professionnel lors d'une rencontre de championnat contre l'AC Horsens. Il est titularisé ce jour-là et ouvre le score sur un service de Bashkim Kadrii. Son équipe s'impose finalement par trois buts à zéro. Le 24 janvier 2020 il prolonge son contrat jusqu'en 2024 avec son club formateur.
Avec Odense il atteint la finale de la Coupe du Danemark en 2022. La rencontre a lieu le 26 mai 2022 où son équipe affronte le FC Midtjylland. Il est titulaire ce jour-là, et après 120 minutes de jeu les deux formations se départagent aux tirs au but. Séance durant laquelle Odense est vaincue, avec notamment deux tirs arrêtés par David Ousted,.

### En sélection nationale
Le 12 janvier 2020 il joue son premier match avec l'équipe du Danemark espoirs contre la Slovaquie. Il entre en jeu à la place de Gustav Marcussen et son équipe s'impose par trois buts à un.

## Statistiques
| Saison                | Club                  | Championnat           | Championnat | Championnat | Coupe nationale | Coupe nationale | Coupe de la Ligue | Coupe de la Ligue | Compétition(s) continentale(s) | Compétition(s) continentale(s) | Compétition(s) continentale(s) | Play-offs | Play-offs | Total | Total |
| Saison                | Club                  | Division              | M.          | B.          | M.              | B.              | M.                | B.                | Comp.                          | M.                             | B.                             | M.        | B.        | M.    | B.    |
| 2018-2019             | Odense BK             | Superligaen           | 4           | 0           | 1               | 0               | -                 | -                 | -                              | -                              | -                              | -         | -         | 5     | 0     |
| 2019-2020             | Odense BK             | Superligaen           | 20          | 2           | 2               | 0               | -                 | -                 | -                              | -                              | -                              | 5         | 0         | 27    | 2     |
| 2020-2021             | Odense BK             | Superligaen           | 19          | 0           | 4               | 0               | -                 | -                 | -                              | -                              | -                              | -         | -         | 23    | 0     |
| 2021-2022             | Odense BK             | Superligaen           | 28          | 6           | 8               | 2               | -                 | -                 | -                              | -                              | -                              | -         | -         | 36    | 8     |
| 2022-2023             | Odense BK             | Superligaen           | 28          | 8           | 1               | 0               | -                 | -                 | -                              | -                              | -                              | -         | -         | 29    | 8     |
| Sous-total            | Sous-total            | Sous-total            | 99          | 16          | 16              | 2               | -                 | -                 | -                              | -                              | -                              | 5         | 0         | 120   | 18    |
| 2023-2024             | Preston North End     | Championship          | 22          | 3           | -               | -               | 1                 | 0                 | -                              | -                              | -                              | -         | -         | 23    | 3     |
| Sous-total            | Sous-total            | Sous-total            | 22          | 3           | 0               | 0               | 1                 | 0                 | -                              | -                              | -                              | -         | -         | 23    | 3     |
| Total sur la carrière | Total sur la carrière | Total sur la carrière | 121         | 19          | 16              | 2               | 1                 | 0                 | -                              | -                              | -                              | 5         | 0         | 143   | 21    |

## Palmarès
Odense BK
- Coupe du Danemark :
  - Finaliste : 2022.